# 헤리퍼드우스터주

헤리퍼드우스터주의 위치

헤리퍼드우스터주(Hereford and Worcester)는 과거 잉글랜드에 존재했던 주로 주도는 우스터이다. 1974년 4월 1일을 기해 시행된 《1972년 지방 정부법》(Local Government Act 1972)에 따라 신설되었으며 1998년 4월 1일을 기해 단일 자치구인 헤리퍼드셔주, 비도시주인 우스터셔주로 나뉘면서 폐지되었다.